# 400 m haies féminin à la Ligue de diamant 2012
Navigation
2011
L'épreuve du 400 mètres haies féminin de la Ligue de diamant 2012 se déroule du 11 mai au 7 septembre 2012. La compétition fait successivement étape à Doha, Rome, New York, Monaco, Lausanne, Birmingham et Bruxelles.

## Calendrier
| Date             | Meeting                         | Ville      | Pays        |
| ---------------- | ------------------------------- | ---------- | ----------- |
| 11 mai 2012      | Qatar Athletic Super Grand Prix | Doha       | Qatar       |
| 31 mai 2012      | Golden Gala                     | Rome       | Italie      |
| 9 juin 2012      | Meeting de New York             | New York   | États-Unis  |
| 20 juillet 2012  | Meeting Herculis                | Monaco     | Monaco      |
| 23 août 2012     | Athletissima                    | Lausanne   | Suisse      |
| 26 août 2012     | Aviva Birmingham Grand Prix     | Birmingham | Royaume-Uni |
| 7 septembre 2012 | Mémorial Van Damme              | Bruxelles  | Belgique    |

## Résultats
| Date | Meeting    | 1er                          | 1er   | 2e                           | 2e    | 3e                           | 3e    |
| --- | ---------- | ---------------------------- | ----- | ---------------------------- | ----- | ---------------------------- | ----- |
| 11 mai 2012 | Doha       | Melaine Walker 54 s 62 (WL)  | 4 pts | Kaliese Spencer 54 s 99      | 2 pts | Perri Shakes-Drayton 55 s 25 | 1 pt  |
| 31 mai 2012 | Rome       | Kaliese Spencer 54 s 39 (SB) | 4 pts | Lashinda Demus 54 s 80 (SB)  | 2 pts | T'erea Brown 54 s 96         | 1 pt  |
| 9 juin 2012 | New York   | T'erea Brown 54 s 85 (MR)    | 4 pts | Kaliese Spencer 54 s 91      | 2 pts | Queen Harrison 55 s 32 (SB)  | 1 pt  |
| 20 juillet 2012 | Monaco     | Zuzana Hejnová 54 s 12 (SB)  | 4 pts | Lashinda Demus 54 s 26       | 2 pts | Melaine Walker 54 s 44 (SB)  | 1 pt  |
| 23 août 2012 | Lausanne   | Kaliese Spencer 53 s 49 (SB) | 4 pts | Melaine Walker 53 s 74 (SB)  | 2 pts | Perri Shakes-Drayton 53 s 83 | 1 pt  |
| 26 août 2012 | Birmingham | Kaliese Spencer 53 s 78 (MR) | 4 pts | Perri Shakes-Drayton 54 s 08 | 2 pts | Zuzana Hejnová 54 s 14       | 1 pt  |
| 7 septembre 2012 | Bruxelles  | Kaliese Spencer 53 s 69      | 8 pts | Perri Shakes-Drayton 53 s 89 | 4 pts | Zuzana Hejnová 54 s 09       | 2 pts |
| Records et Performances - AR : Record continental (area record) - CR : Record des championnats (championship record) - MR : Record du meeting (meet record) - NR : Record national (national record) - OR : Record olympique (olympic record) - PR : Record paralympique (paralympic record) - PB : Record personnel (personal best) - SB : Meilleure performance personnelle de la saison (season's best) - WL : Meilleure performance mondiale de l'année (world leader) - WJR : Record du monde junior (world junior record) - WR : Record du monde (world record) Circonstances et Conditions - DNF : N'a pas terminé (did not finish) - DNS : N'a pas pris le départ (did not start) - DQ : Disqualification (disqualification) - NM : Aucun essai valable enregistré (No Mark) - Q : Qualifié « directement » au prochain tour (ou à la prochaine compétition), lors d'une compétition majeure, grâce au classement ou à la réalisation des minima (automatic qualifier) - q : Qualifié au prochain tour (ou à la prochaine compétition), lors d'une compétition majeure, grâce au repêchage ou à la réalisation de l'une des meilleures performances parmi celles des « non qualifiés directement » (grâce au meilleur temps ou à la meilleure distance par exemple) (secondary qualifier) |            |                              |       |                              |       |                              |       |

## Classement général
| Rang | Athlète              | Points |
| ---- | -------------------- | ------ |
| 1    | Kaliese Spencer      | 24     |
| 2    | Perri Shakes-Drayton | 8      |
| 3    | Melanie Walker       | 7      |
| 3    | Zuzana Hejnová       | 7      |